# Sherman (Maine)
Sherman város az USA Maine államában, Aroostook megyében. Lakosainak száma 815 fő (2020. április 1.).

## Népesség
A település népességének változása:

| 2010 | 848 |
| 2020 | 815 |